# جبارة بن عيد الصريصري
الدكتور جبارة بن عيد الصريصري الجهني وزير النقل السعودي السابق، من مواليد مدينة ينبع النخل.

## مؤهلاته العلمية
- بكالوريس اقتصاد من جامعة الملك سعود.
- ماجستير اقتصاد من جامعة كولورادو في دنفر.
- دكتوراه من جامعة كولورادو بولدر.

## مناصبه السابقة
- أستاذ مساعد في قسم الاقتصاد بجامعة الملك سعود
- مدير تنفيذي مناوب للمملكة في مجلس إدارة صندوق النقد الدولي
- رئيس الفريق الخليجي المكلف بالتفاوض مع الامانة العامة للمجلس الدول العربية
- وكيل وزارة المالية المساعد للتعاون الاقتصادي
- وكيل وزارة المالية للتعاون الاقتصادي
- نائب وزير المالية

| سبقه ناصر بن محمد السلوم | وزير النقل السعودي 1424 هـ - 1436 هـ | تبعه عبدالله بن عبدالرحمن المقبل |